# 파르나바조스

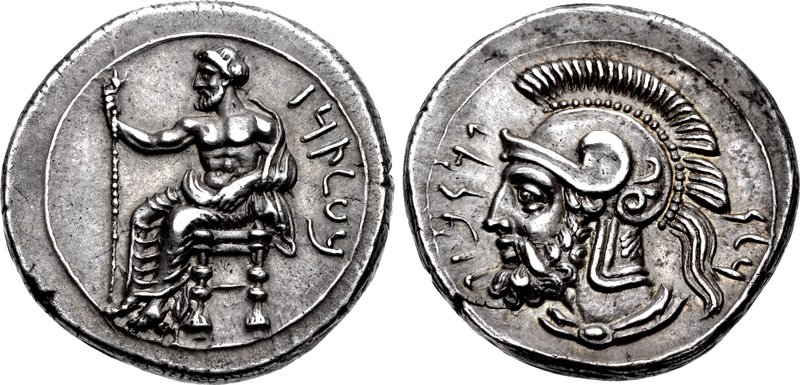

파르나바조스(고대 그리스어: Φαρνάβαζος, 라틴어: Pharnabazos, 기원전 4세기)는 다리우스 2세와 아르타크세르크세스 2세 시기 활동한 페르시아 제국 아케메네스 왕조 군인, 정치인이다.

## 생애
파르나바조스는 파르나케스 2세의 아들이며, 그의 가계는 세습으로 기원전 480년 이후 다스퀴레이온을 거점으로 헬레스폰투스, 프리기아의 태수령을 지배하고 있었다. 테오도르 뇔데케에 따르면 파르나바조스는 다리우스 1세가 수메르디스를 살해했을 때 다리우스에게 협력한 귀족 오타네스의 자손에 해당한다.
파르나바조스는 펠로폰네소스 전쟁에서 스파르타 측에 참여했다. 그는 기원전 412년 봄에 자신에게 몸을 의탁하고 있었던 메가라 인 카리게이토스와 키지코스 인 티마고라스를 스파르타에 보내 스파르타에 헬레스폰투스로 함대를 보내 자국 영내의 그리스 도시들을 아테나이 동맹에서 이반시켜 페르시아의 동맹국으로 만들려고 있다. 그러나 때를 같이하여 카리아, 리디아 태수 티사페르네스로부터도 유사한 용건으로 사신이 방문했기 때문에 그때 스파르타는 티사페르네스를 받아들였다. 그해 겨울 동지 무렵에 스파르타는 파르나바조스 때문에 20척의 함대를 이오니아에 보냈고, 그 후에도 증원군을 보내면서 에게해 동부에서 아테네 함대와 전투를 벌였다.
기원전 404년에 펠로폰네소스 전쟁이 끝났을 때, 그때까지 스파르타에 몸을 의지하고 있었지만, 아테네의 패전과 함께 스파르타에 머물기 힘들어했던 알키비아데스가 파르나바조스에게 망명해 왔다. 그들은 친구가 되었고, 파르나바조스는 프리기아의 구류니온을 알키비아데스에게 주었다. 그러나 아테네의 참주 크리티아스 등의 요청을 받은 리산드로스는 파르나바조스에게 생사에 관계없이 알키비아데스를 넘길 것을 요구했고, 그렇지 않다면 페르시아와 스파르타의 협정을 파기하겠다고 말했다. 파르나바조스는 거부하지 못하고, 부하들에게 알키비아데스를 죽이게 하고 파르나바조스에게 그의 목을 가져가게 했다.
펠로폰네소스 전쟁 이후 스파르타는 장군 티뷰론을 소아시아에 파병하였고, 티뷰론과 그 후임 데르퀼리다스는 파르나바조스 영지를 포함한 소아시아를 휩쓸었다. 파르나바조스는 그와의 전투에서도 고전을 면치 못하고 있었다. 또한 기원전 399년에 스파르타의 왕 아게실라오스 2세가 소아시아를 침공하여 파르나바조스 영지는 또 다시 공격을 받았으며, 아게실라오스는 대량의 전리품을 약탈했다. 그 후, 아게실라오스는 코린트 전쟁의 발발로 인해 소아시아를 떠났고 파르나바조스는 그 전쟁에서 스파르타와 싸웠다. 그는 기원전 394년에 아테네인 코논과 함께 크니도스 해전에서 스파르타 함대를 괴멸시키고, 소아시아 연안의 여러 도시에서 스파르타인 지배자를 축출하고 다녔다지만, 데르퀼리다스가 지키는 아뷔도스와 세스토스 만은 공략하지 못했다.
파르나바조스의 지위는 부하의 아리오바르자네스에 의해 계승되었다.